# جيمي ماكلين
جيمي ماكلين (بالإنجليزية: Jimmy McLean)‏ هو لاعب كرة قدم بريطاني في مركز جناح ‏، ولد في 3 أبريل 1934 في إستيرلينغ في المملكة المتحدة، وتوفي في 27 أغسطس 1995 في دنفيرملين في المملكة المتحدة. لعب مع بورت فايل ونادي تلفورد يونايتد ونادي ساوثبورت ونادي ويتون ألبيون.